# Irit Rogoff
Irit Rogoff (geboren 1963) ist Kunsthistorikerin und Professorin der Visuellen Kulturen am Department of Visual Cultures des Goldsmith College in London. Sie leitet an hier auch das Ph.D program Curatorial/Knowledge. Sie beschäftigt sich mit den Verbindungen von kritischer Theorie und zeitgenössischer Kunst, vor allem in Hinblick auf Geographie, Lokation, Performativität und kulturelle Unterschiede. 2011 gründete sie zusammen mit Stefano Harney, Adrian Heathfield, Massiliano Mollona, Louis Moreno und Nora Sternfeld Freethought, eine transnationale Plattform für Forschung, Lehre und Produktion mit Sitz in London.

## Kuratorin
- De-Regulation with the work of Kutlug Ataman (Antwerpen 2006, Herzylia 2006, Berlin 2008)
- Academy - Learning from the Museum (Van Abbemuseum, Eindhoven 2006)
- SUMMIT: Non-aligned Initiatives In Education Culture (Berlin 2007)

## Publikationen (Auswahl)
- 1991 Herausgeberin: The Divided Heritage: Themes and Problems in German Modernism, Cambridge University Press, ISBN 978-0-521-34553-8
- 1994 Herausgeberin mit Daniel J. Sherman: Museum Culture: Histories Discourses Spectacles, Minneapolis, Minnesota University Press, ISBN 978-0-8166-1953-5
- 2000 Terra Infirma - Geography's Visual Culture, Abingdon and New York, Routledge, ISBN 978-0-415-09615-7
- 2011: TRANSCODING – Cross Cultural Contemporary arts, Walter Koenig Verlag
- 2013: Unbounded – Limits’ Possibilities, New York, Berlin, Lukas & Sternberg, ISBN 978-1-934105-06-1
- 2013 mit Gavin Butt: Visual Cultures as Seriousness, Berlin, Sternberg Press, ISBN 978-3-943365-39-9